# Oribe Peralta
Oribe Peralta Morones (Torreón, 12 de janeiro de 1984) é um ex-futebolista mexicano que atuava como atacante. 

## Carreira
Desde que começou sua carreira, Peralta nunca saiu do futebol mexicano. Mesmo assim, conseguiu arranjar espaço na Seleção Mexicana, devido as suas atuações nos Jogos Olímpicos de Londres 2012, no qual ajudou os mexicanos a ficarem com a medalha de ouro. Marcou os dois gols da vitória mexicana por 2 a 1 sobre o favorito Brasil de Neymar, Oscar e companhia na final, sendo o primeiro logo aos 29 segundos de jogo. 
Em 2014 disputou como titular a Copa do Mundo FIFA 2014. 
Em 2019 se transferiu do America para o Chivas Guadalajara.  

## Títulos
León
- Campeonato Mexicano - 2ª Divisão: 2004

Santos Laguna
- Campeonato Mexicano: 2008, 2012

América
- Campeonato Mexicano: 2014, 2018
- Copa MX: Clausura 2019
- Liga dos Campeões da CONCACAF: 2014–15, 2015–16

Mexico
- CONCACAF Gold Cup: 2015
- CONCACAF Cup: 2015

Individual
- Pan American Games Golden Boot: 2011
- Mexican Primera División Forward of the Tournament: Apertura 2011, Clausura 2012
- Mexican Primera División Golden Ball: Clausura 2012
- CONCACAF Champions League Golden Ball: 2011–12
- CONCACAF Champions League Golden Boot: 2011–12, 2014–15
- CONCACAF Player of the Year: 2013